# 쿵스바카

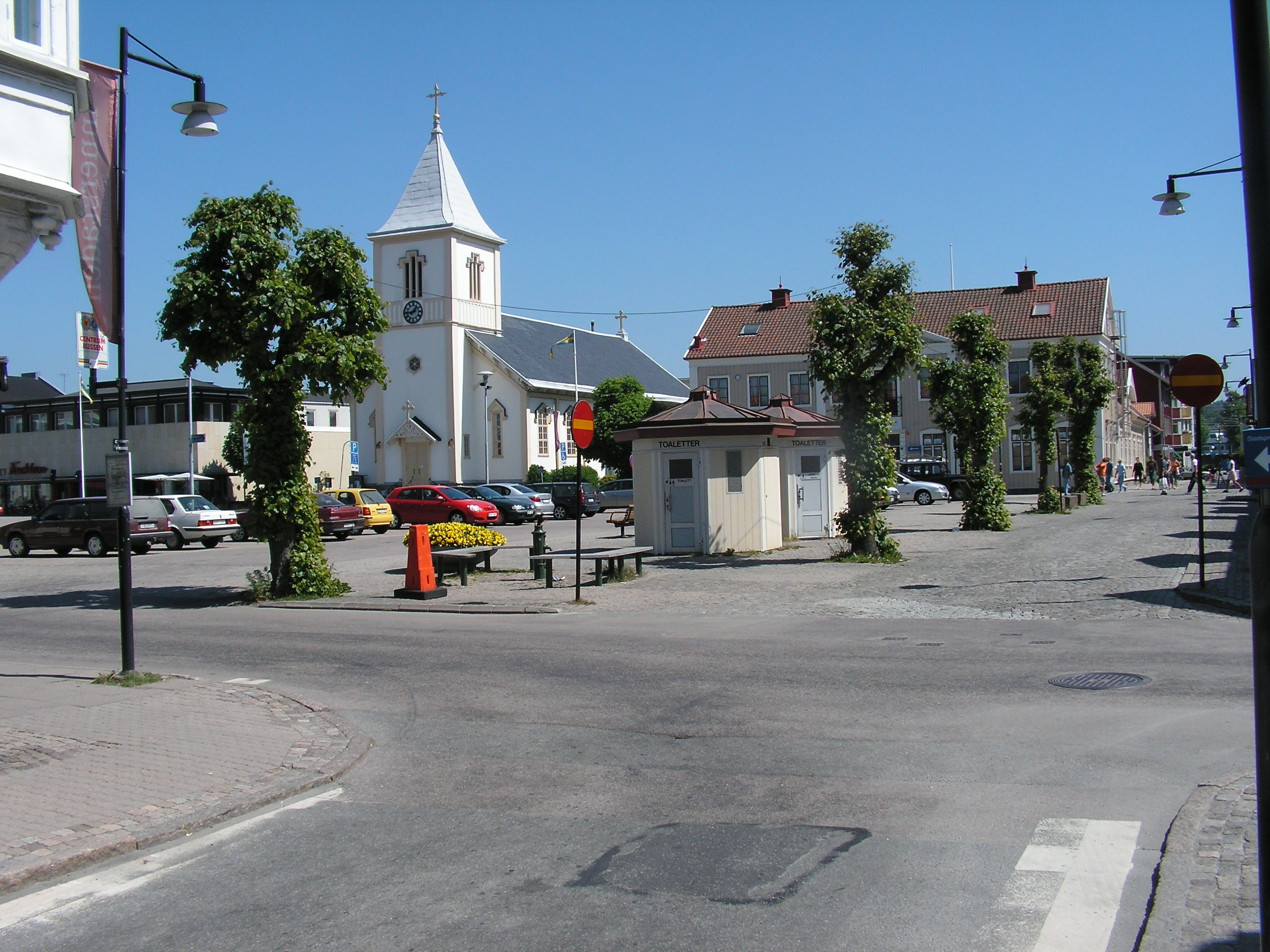
쿵스바카 시가지

쿵스바카(스웨덴어: Kungsbacka)는 스웨덴 할란드주의 도시로 면적은 10.03km2, 인구는 19,057명(2010년 12월 31일 기준), 인구 밀도는 1,901명/km2이다. 예테보리에서 남동쪽으로 33.5km 정도 떨어진 곳에 위치한다.

시 문장

## 자매 도시
- 핀란드 사리얘르비
- 콜롬비아 네이바

## 사진

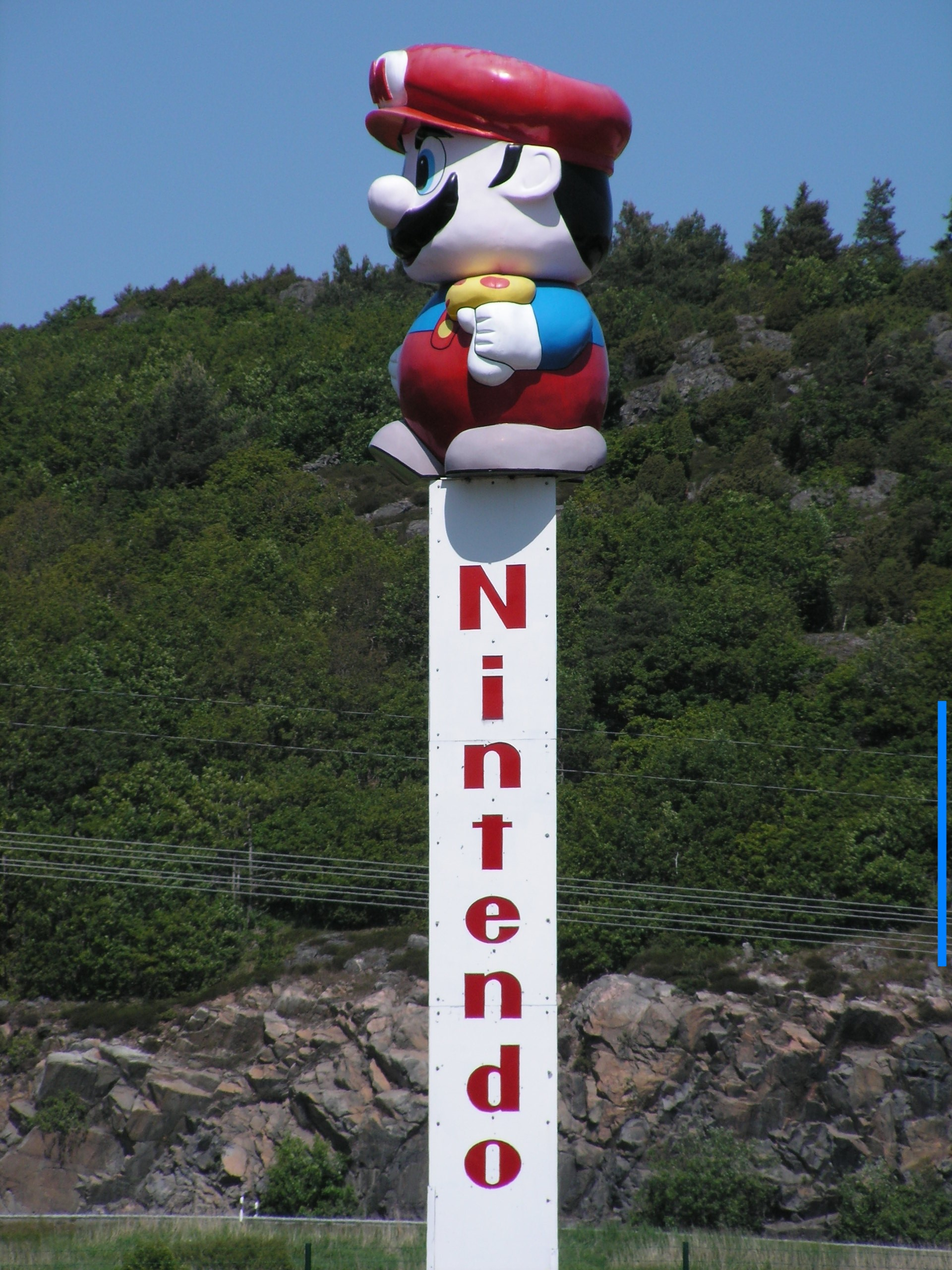
쿵스바카에 설치된 마리오 동상